# Dynamine setabis
Dynamine setabis is een vlinder uit de familie Nymphalidae. De wetenschappelijke naam van de soort is, als Eubagis setabis, voor het eerst geldig gepubliceerd in 1849 door Edward Doubleday.